# Dysphania poeyii
Dysphania poeyii är en fjärilsart som beskrevs av Guérin-meneville 1831. Dysphania poeyii ingår i släktet Dysphania och familjen mätare. Inga underarter finns listade i Catalogue of Life.